# Josep Planells i Bonet
Josep Planells i Bonet, conegut literàriament com a Pep Negre, (Sant Rafael de sa Creu, Eivissa, novembre de 1928 - Eivissa, 27 de juliol de 2014) fou un sacerdot i poeta.

## Biografia
Va estudiar a l'escola del poble i posteriorment ingressà en el Seminari d'Eivissa el 1939. Fou ordenat sacerdot l'any 1951 i passà uns mesos a la parròquia de Sant Vicent de Sa Cala, a l'extrem nord de l'illa.
Després fou enviat a Sant Francesc de ses Salines, on començà a escriure en català. Després de passar un breu temps a Jesús, es traslladà a Sant Carles de Peralta, on fou mossènyer de 1959 fins a 1977. Des de llavors ho va ser a Sant Rafel de Forca i a Santa Agnès de Corona.
Tingué l'oportunitat de conèixer molts personatges que han visitat l'illa d'Eivissa, com artistes, escriptors i músics. Van mantenir un contacte molt directe amb la gent del poble.
Morí el dia 27 de juliol de 2014 a la Residencia Reina Sofia d'Eivissa.

## Obres
Ha publicat diversos llibres, tots d'Editorial Mediterrània-Eivissa.

### Poesia
- 1993 Ressò del paratge. Pròleg de Marià Villangómez i Llobet i dibuixos de Jean Serra.
- 1995 Remembrances. Pròleg de Leopold Llombart i dibuixos de Jean Serra i Laia Llombart.
- 2003 Musa fugaç. Pròleg de Jean Serra i dibuixos de Hans Doerge.
- 2012 Forca amunt i Forca avall. Pròleg de Joan Marí Torres, Simona i dibuixos de Hans Doerge.

### Prosa
- 1997 Vora el foc. Pròleg de Joan Marí Cardona.
- 2000 Viatge insòlit. Dibuixos de Hans Doerge.

### Contes
- 1999 Hora màgica. Pròleg de Marià Torres i dibuixos de Hans Doerge.

### Altres
- 2005 Es Vedrà. Retirs del beat Palau. Pròleg del Bisbe Agustí Cortés i dibuixos de Hans Doerge.

## Premis i reconeixements
- Menció d'Honor de Sant Jordi de l'Institut d'Estudis Eivissencs.
- Producció Cultural Illa d'Eivissa, Institut d'Estudis Baleàrics 2009.
- Forca de Fang de l'Associació de Vesins de Sant Rafel 2009.
- Medalla d'Or de l'Ajuntament de Sant Antoni de Portmany 2009.
- Premi Ramon Llull de les Illes Balears 2014.